# Свідниця (Любуське воєводство)
Свідни́ця (пол. Świdnica) — село в Польщі, у гміні Свідниця Зеленогурського повіту Любуського воєводства.
Населення — 1857 осіб (2011).
У 1975—1998 роках село належало до Зеленогурського воєводства.

## Демографія
Демографічна структура станом на 31 березня 2011 року:
|          | Загалом | Допрацездатний вік | Працездатний вік | Постпрацездатний вік |
| -------- | ------- | ------------------ | ---------------- | -------------------- |
| Чоловіки | 892     | 180                | 653              | 59                   |
| Жінки    | 965     | 228                | 578              | 159                  |
| Разом    | 1857    | 408                | 1231             | 218                  |